# Динамічна рівновага
Динамічною рівновагою називають стан, в якому збалансовані різні процеси, що протікають в протилежних напрямках. Динамічна рівновага, наприклад, встановлюється між випаровуванням з поверхні рідини та конденсацією пари. 
У результаті хаотичного руху над поверхнею рідини молекули пари можуть повертатися в рідину. Цей процес називають конденсацією пари. З наближенням до поверхні рідини сили притягання прискорюють молекулу, надаючи їй додаткової кінетичної енергії, такої, яку затрачено на подолання цих сил, і, повернувшись, молекула має таку саму кінетичну енергію, яку мала під час випаровування. Тому в процесі конденсації пари виділяється стільки ж енергії, скільки було затрачено на її утворення.
Якщо рідина перебуває у відкритій посудині, то випаровування її відбувається доти, поки вся вона не перетвориться в пару. Швидкість випаровування тим більша, чим вища температура рідини, чим більша її поверхня, чим швидше видаляється пара, яка утворилася над поверхнею, і чим менший зовнішній тиск. Швидкість випаровування залежить також від природи речовини, яка випаровується. Так, ефір випаровується швидше за воду, а вода — швидше за олію, що пояснюється різними силами взаємодії між молекулами цих речовин.
Дещо інша картина випаровування спостерігається тоді, коли рідина перебуває в закритій посудині і займає лише частину її об'єму. На початку процесу кількість молекул, які вилітають з рідини, перевищує кількість молекул, які знову повертаються в неї, і концентрація молекул пари зростає. Але чим більше стає молекул, які вилетіли з рідини, тим більше їх потрапляє назад у рідину. Нарешті настає такий момент, коли кількість молекул, які вилітають з рідини за одиницю часу, виявляється такою самою, як і кількість молекул, що повертаються в неї за той же час. Очевидно, починаючи з цього моменту, концентрація молекул пари буде сталою. Такий стан називають динамічною рівновагою рідини і пари. Пару, яка перебуває в динамічній рівновазі зі своєю рідиною, називають насиченою.
Таким чином, можна зробити висновок, що насичена пара має за даної температури найбільшу кількість молекул в одиниці об'єму (або, інакше кажучи, максимальну густину) і чинить найбільший тиск.
У різних рідин динамічна рівновага з парою настає за різної густини пари (концентрації молекул). Причина цього полягає в неоднаковості сил молекулярної взаємодії. З рідин, в яких сили взаємного притягання частинок великі, наприклад із ртуті, можуть вилітати лише найшвидші молекули, кількість яких незначна. З рідин з малими силами притягання, наприклад із ефіру, за тієї самої температури вилітає багато молекул, і динамічна рівновага настає тільки за умови значної їх концентрації в парі.
Пару, яка не перебуває в динамічній рівновазі зі своєю рідиною (не досягла насичення), називають ненасиченою. Іншими словами, ненасиченою буде пара над поверхнею рідини, коли випаровування переважає над конденсацією. Очевидно, що густина ненасиченої пари менша за густину насиченої пари.
Властивості ненасиченої пари можна описувати газовими законами для ідеального газу: Бойля—Маріотта, Шарля, Гей-Люссака, Клапейрона. Властивості пари тим точніше відповідають цим законам, чим менш насиченою є пара, тобто чим менша її густина.
Залежність між тиском і температурою насиченої пари не підлягає закону Шарля, тобто закон Шарля до насиченої пари незастосовний. Розглянемо причину цього. Нагрівання ідеального газу за сталого об'єму приводить до підвищення його тиску внаслідок зростання середньої кінетичної енергії молекул (частішими стають їх удари об стінку посудини, і тим більший імпульс передають вони під час кожного удару). В результаті нагрівання насиченої пари зростає не лише середня кінетична енергія молекул, а й кількість цих молекул (внаслідок інтенсивнішого випаровування зростає маса пари). Тому тиск насиченої пари з підвищенням температури зростає швидше, ніж тиск ідеального газу.
Динамічна рівновага досягається тоді, коли при постійних зовнішніх умовах два взаємнообернені процеси протікають із однаковою інтенсивністю. Але що буде, якщо допустити, що зовнішні умови знаходяться у постійному русі стосовно системи. Тоді, кажуть, що досягається сталий стан, тобто це вже не чиста рівновага, а постійність, для збереження якої необхідно додавати енергію.
Динамічна рівновага процесів утворення і руйнування вторинних структур.
Спільні дослідження стану поверхневого шару нормалізованої евтектоїдних стали на різних етапах тертя і газовиділення безпосередньо в процесі тертя дозволили простежити динаміку формування структури поверхні тертя.
Результати мас-спектрометричного визначення виділення водню при терті у вакуумі та зміна сили тертя в залежності від числа одиничних взаємодій в зоні контакту при швидкості ковзання 0,1 м з дають підставу виділити два етапи в процесі припрацювання. Перший етап характеризується невеликим виділенням водню і відносно невисокою силою тертя і відповідає взаємодії оксидних та адсорбованих шарів, що захищають поверхню від безпосереднього металевого контактування.
Другий етап відповідає за руйнування адсорбованих шарів і активної адгезійної взаємодії ювенільних поверхонь. При цьому різко зростають виділення водню і сила тертя.
Статистичний розподіл мікротвердості робочої поверхні диска на різних етапах підробітки показало, що на першому етапі підробітки в вакуумі — поки не зруйновані захисні поверхневі плівки — відбувається незначне збільшення мікротвердості поверхні, порівняно з вихідною (до 3,0 ГПа). На другому етапі підробітки — на ділянках активної адгезійної взаємодії, де посилюється пластична деформація і підвищується виділення тепла, спостерігаються вторинні структури, за твердістю відповідні «мартенситу тертя» (7,0 ГПа) і білої зони (11,0 ГПа). Утворення в поверхневому шарі надтвердих вторинних структур призводить до різкого зменшення і стабілізації газовиділення і сили тертя і характеризує закінчення періоду підробітки.(D.S.)
| Фізика | Це незавершена стаття з фізики. Ви можете допомогти проєкту, виправивши або дописавши її. |